# Ouled Addouane
Ouled Addouane là một đô thị thuộc tỉnh Sétif, Algérie. Dân số thời điểm năm 2002 là 7.998 người.